# Жерар II (граф Парижа)

Раздел Прованского королевства в 863 году

Жерар II (фр. Girard (Girart); ок. 800—878/879) — граф Парижа приблизительно в 837—841 годах, граф (герцог) Вьенна и Лиона в 844—870 годах. Сын графа Фезансака и Парижа Летарда I и Гримильды. Происходил из рода Жерардидов.

## Биография

### Правление
При жизни императора Людовика I Благочестивого Жерар II был графом Парижа. В 834 году он был одним из инициаторов примирения императора Людовика с сыновьями. В 837/838 году он принес клятву верности младшему сыну императора, Карлу Лысому.
Но после смерти Людовика I Жерар перешел на сторону его старшего сына, нового императора Лотаря I, поскольку он и Лотарь были женаты на родных сестрах. После поражения Лотаря в битве при Фонтенуа Жерар потерял Париж, но сохранил владения в Аваллонуа и Лазуа. Лотарь сделал Жерара своим пфальцграфом, а в 844 году — герцогом Лиона и Вьенна.
После смерти Лотаря в 855 году Жерар II стал опекуном и фактическим правителем королевства Прованс при малолетнем короле Карле, сыне Лотаря.
В 859 году Жерар II заключил договор с братом Карла, королём Лотарингии Лотарем II, по которому Карл признавал Лотаря своим наследником. В том же году Жерар основал монастырь Везле. Чтобы гарантировать независимость монастыря, Жерар передал его под защиту папского престола. Папа Николай I этот дар принял.
В 860 году Жерар II разбил норманнов, которые поднялись по Роне. Осенью 861 года Жерар защитил королевство от Карла Лысого, когда он предпринял поход на Макон.
После смерти Карла в 863 году первым в Прованс прибыл император Людовик II, опередив Лотаря II, который не смог заставить брата выполнить соглашение 859 года. Однако Жерар 30 апреля 863 года заключил в замке Мантель соглашение с Лотарем, по которому он становится его первым советником и подчиняет графства Лион, Вьенн и Виваре, входящих в состав Лионского герцогства.
В 866 году Жерар II вступил в конфликт с Карлом Лысым из-за графства Бурж, поскольку Карл отдал предпочтение графу Акфреду. В начале 868 года Карл Лысый подтвердил передачу монастыря Везле папскому престолу, но вскоре люди Жерара убили графа Акфреда. После этого началась борьба между Карлом и Жераром в Берри, Осере и Авалоне, но сведения о результатах довольно противоречивы: одни источники говорят о победе Карла, другие — о его поражении. Но после смерти Лотаря в 869 году Жерар потерял своё положение, он лишился своих владений и укрылся в Вьенне.
8 августа 870 года Карл Лысый и Людовик II Немецкий договорились в Мерсене о разделе государства Лотаря II. Жерар не признал этот договор и восстал против Карла Лысого. Карл Лысый при поддержке архиепископов Лиона Ремигия I и Вьенны Адона в декабре осадил Вьенн. После нескольких месяцев осады Жерар был вынужден капитулировать. Карл включил Вьенн и Лион в состав своего королевства, а в 871 году передал их своему шурину Бозону.
Жерар II с женой Бертой перебрались или в Авиньон, или в Везле, где и умерли — Берта в 873 году, а Жерар в 878/879 году.

### Брак и дети
Жена: с ок. 819 года — Берта (умерла в 873), дочь графа Тура и Буржа Гуго III Боязливого
- Терри (умер в 845)
- Ава

## Жерар в литературе
Жерар послужил прообразом для героя эпоса «Жерар Руссильонский», входящего в Каролингский цикл.